# Dietmar Haaf
Dietmar Haaf (Bad Cannstatt, 6 marzo 1967) è un ex lunghista tedesco, campione europeo a Spalato 1990.

## Carriera
Oltre al titolo europeo assoluto, ha ottenuno buoni risultati nelle indoor, tra cui spiccano un titolo mondiale conquistato a Budapest 1989 e due titoli europei indoor.

## Palmarès
| Anno | Manifestazione     | Sede     | Evento         | Risultato | Prestazione | Note                          |
| ---- | ------------------ | -------- | -------------- | --------- | ----------- | ----------------------------- |
| 1988 | Europei indoor     | Budapest | Salto in lungo | 5º        | 7,79 m      |                               |
| 1990 | Campionati europei | Spalato  | Salto in lungo | Oro       | 8,25 m      | Miglior prestazione personale |

## Altre competizioni internazionali
1994
- Coppa Europa di atletica leggera ( Birmingham)